# أرينا سابالينكا
ارينا سابالينكا ( (بالبيلاروسية: Арына Сяргееўна Сабаленка) ؛ (الروسية: Арина Сергеевна Соболенко) ، مواليد 5 مايو 1998) هي لاعبة تنس محترفة من بيلاروسيا . كانت من أفضل عشر لاعبات في كل من الفردي والزوجي ، بعد أن احتلت المرتبة التاسعة في الفردي والمرتبة الثانية في الزوجي من قبل اتحاد التنس النسائي (WTA). فازت سابالينكا بأول لقب لها في البطولات الأربع الكبرى في الزوجي في بطولة الولايات المتحدة المفتوحة 2019 إلى جانب إليز ميرتنز . فازت بإثني عشر لقبًا في اتحاد لاعبات التنس المحترفات ، ثمانية في الفردي وأربعة في الزوجي.
كانت سابالينكا غير معروفة نسبيًا حتى عام 2017 عندما صعدت إلى الصدارة بعد قيادة فريق الاتحاد البيلاروسي إلى المركز الثاني مع أليكساندرا ساسنوفيتش ، على الرغم من أن كلاهما كان في المرتبة خارج أفضل 75 في ذلك الوقت. بعد كأس الاتحاد 2017 ، بدأت في تحقيق المزيد من النجاح في جولة اتحاد لاعبات التنس المحترفات ، ووصلت إلى أربع نهائيات في عام 2018 لتتماشى مع ثمانية انتصارات من العشرة الأوائل. واصلت سابالينكا التفوق في الفردي في عام 2019 بثلاثة ألقاب في الصين ، أبرزها الدفاع عن لقبها في ووهان المفتوحة على المستوى الخامس والفوز بكأس اتحاد لاعبات التنس المحترفات في نهاية العام. أنهت عامي 2018 و 2019 في المرتبة رقم 11 في العالم في الفردي. بدأت سابالينكا أيضًا بلعب الزوجي بانتظام في عام 2019. مع ميرتنز كشريكة لها .
سابالينكا لديها أسلوب لعب عدواني للغاية ، غالبًا ما تتسبب في أعداد كبيرة من الأخطاء غير المقصودة. مع طولها ، لديها أيضًا إرسال قوي جدًا.

## النشأة والخلفية
ولدت سابالينكا في 5 مايو 1998 في مينسك ، عاصمة بيلاروسيا . كان والدها سيرجي (المتوفى عام 2019) لاعب هوكي. بدأت أرينا بلعب التنس بالصدفة. قالت ، «ذات يوم ، كان والدي يقودني إلى مكان ما في السيارة ، وفي الطريق رأينا ملاعب التنس. ثم أخذني إلى الملاعب لقد أحببتها حقًا واستمتعت به وهكذا كان الأمر. هكذا بدأت». بدأت التدريب في الأكاديمية الوطنية للتنس في مينسك عندما تم افتتاحها في عام 2014.   
في عام 2015 ، أقنع اتحاد التنس البيلاروسي سابالينكا وفريقها بالتركيز على لعب الأحداث الاحترافية منخفضة المستوى بدلاً من بطولات الناشئين ، على الرغم من أنها كانت لا تزال مؤهلة للمنافسة على مستوى الناشئين في ذلك الوقت. 

## المسيرة المهنيّة

### البداية
بدأت سابالينكا بداية متأخرة نوعًا ضمنَ في الاتحاد الدولي لكرة المضرب للفئات السنيّة الصغرى (بالإنجليزية: ITF Junior Circuit) لكنها شاركت بدلًا من ذلك في جولاتٍ للتنس في أوروبا في سنّ أصغر. لم تُشارك في القرعة الرئيسيّة لأيٍّ من أحداث الاتحاد الدولي لكرة المضرب (ويُعرف اختصارًا بالآي تي إف) حتى عام 2013 في بطولة كأس تالينك (من الدرجة الرابعة) في إستونيا وهي في سنّ الـ 15 عامًا، كما أنها لم تُشارك مُطلقًا في بطولات الجراند سلام للناشئين أو أي أحداثٍ أخرى رفيعة المستوى من الدرجة الأولى. مع ذلك كان للاعبة التنس سابالينكا ترتيبٌ لا بأس به حيث حلَّت في المركز الـ 225 في وقتٍ ما من دون نقاط البطولات الكبيرة التي لم تكن تُشارك فيها.
فازت سابالينكا بأول لقب لها ضمن الاتحاد الدولي لكرة المضرب (فئة الزوجي) في بطولة ألاتان (من الدرجة الخامسة) في بيلاروسيا في أواخر عام 2013 مع مواطنتها فيرا لابكو. بدأت النجمة البيلاروسيّة تتألَّقُ شيئًا فشيئًا حيثُ وصلت في حزيران/يونيو من عام 2014 إلى أول نهائي فردي لها في بطولة الشباب الإستونية المفتوحة ثم فازت بأول لقب فردي لها في بطولة إمي تي في توتال جونيور في فنلندا في تشرين الأول/أكتوبر من نفسِ العام. دافعت سابالينكا في نهايةِ الموسم عن لقبها المزدوج في كأس ألاتان تور وهذه المرة مع مواطنتها نيكا شيتكوساكايا وفازت أيضًا بلقب الفردي. شاركت في بطولة واحدة فقط في عام 2015 وهي البطولة الأوروبية للناشئين التي كانت أكبر بطولة تُشارك فيها سابالينكا باعتبارها لاعبةً في الفئات السنيّة الصغرى وقد وصلت الدور الثاني قبل أن تُقصى على يدِ النجمة التشيكية المصنّفة الأولى عالميًا في البطولة ماركيتا فوندروسوفا.

### 2012–16: الظهور الأول في البطولات الكبرى
بدأت سابالينكا اللعب ضمن صفوفِ الاتحاد الدولي لكرة المضرب (فئة السيّدات) في عام 2012 حتى قبل أن تُنافس في أيٍّ من بطولات الاتحاد لناشئين. أُقيمت البطولات الخمس الأولى التي شاركت فيها في مسقط رأسها مينسك وامتدت على مدار عامين، لكنها لم تفز بأيٍّ مباراة رسميّة من المباريات التي لعبتها في إطارِ هذه البطولات حيثُ كان أول فوزٍ كبيرٍ لها في نهاية عام 2014 في إسطنبول. حسَّنت نجمة التنس البيلاروسيّة من أدائها في الموسم التالي ففازت في تشرين الأول/أكتوبر بأول لقبينِ لها في في أنطاليا (كلاهما بمستوى 10 آلاف دولار)، كما فازت سابالينكا بلقبٍ ثالث (بمستوى 25 ألف دولار هذه المرة) في الأسبوعِ الأخير من العام. وضعها هذا اللقب مع بدايةِ عام 2016 ضمن قائمة أفضل 300 لاعبة تنس حسب التصنيف السنوي للاتحاد الدولي لكرة المضرب وذلك لأول مرةٍ في تاريخها. ظهرت في هذا العام لأول مرةٍ في تاريخها أيضًا في كأس فيد وجاء ذلك في نيسان/أبريل لكنها خسرت مباراتها الوحيدة. عوَّضت سابالينكا الإخفاء في كأس فيد حينما تُوّجت بأكبرِ لقبين لها (بمستوى 50 ألف دولار): الأول في دورة تيانجين في أيار/مايو وهو الذي ساعدها في اقتحامِ تصنيف أفضل 200 لاعبة تنس، والثاني في دورة تويوتا في تشرين الثاني/نوفمبر وهو الذي ساعدها على إنهاء العام في المرتبة رقم 137 عالميًا.

### 2017: أفضل 100

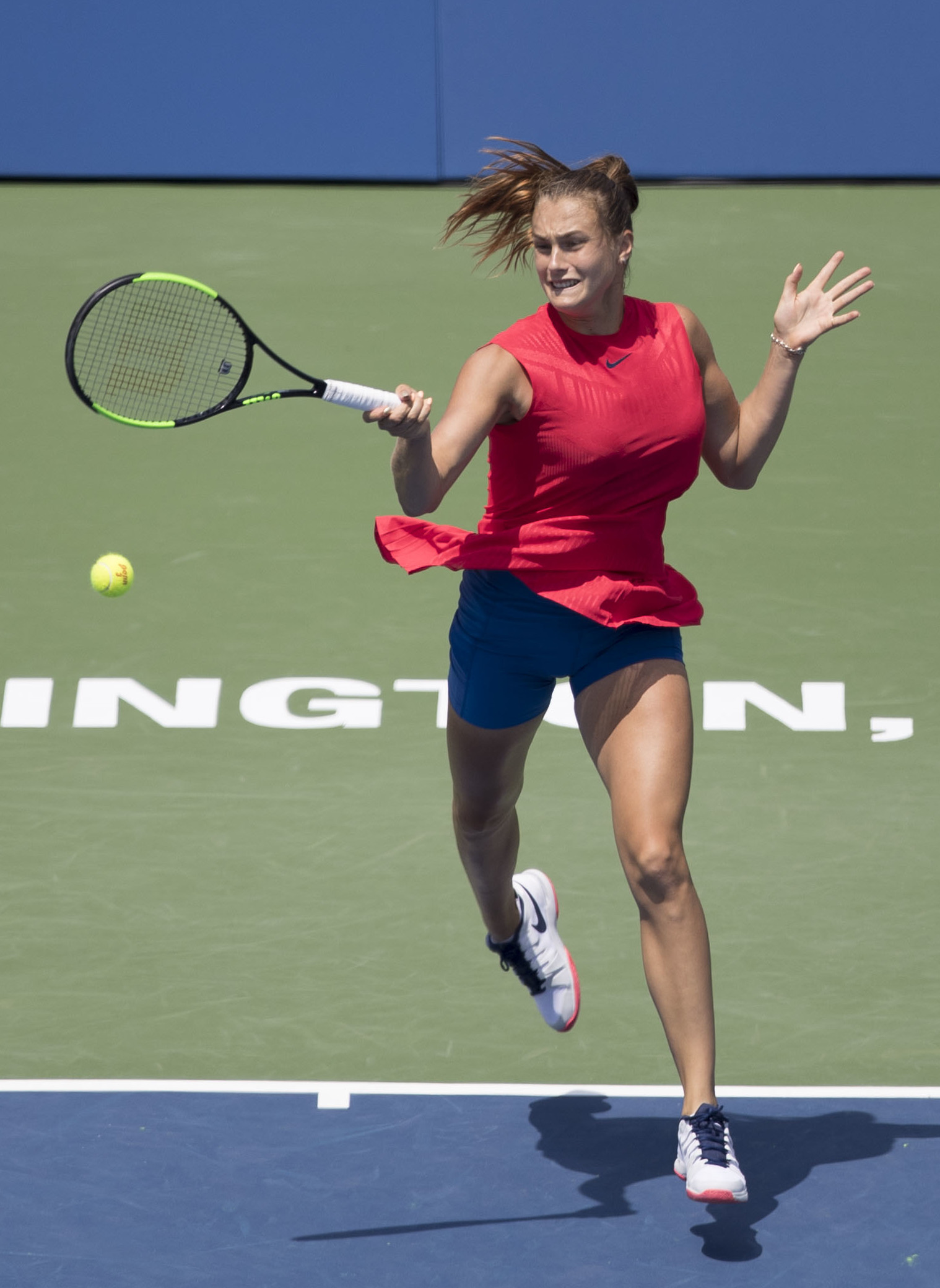
سابالينكا خلال دورة واشنطن المفتوحة للتنس عام 2017

على الرغمِ من بعض النجاحات التي حققتها في بداية الموسم في كأس فيد، إلا أنَّ بداية سابالينكا كانت هادئة نوعًا ما هذا الموسم. كانت دورة دبي المفتوحة للتنس (نسخة 2017) هي أول بطولةٍ رئيسيّةٍ لها ضمن رابطة محترفات التنس حيثُ شاركت فيها عن طريقِ التأهل بعدما خاضت بعض المباريات التمهيديّة والإقصائيّة في نفس الوقت قُبيل بدء الدورة. فشلت سابالينكا في الفوزِ في أيّ مباراةٍ لعبتها في إطارِ البطولات التي أشرفت عليها رابطة محترفات التنس حتى بطولة ويمبلدون في تموز/يوليو حينما كسرت هذه السلسة السلبيّة. في أول ظهورٍ لها في بطولة الجراند سلام، وصلت سابالينكا للمشاركة في الدورة مرة أخرى عبر التصفيات ثم تفوَّقت على إيرينا خروماتشيفا في الجولة الافتتاحيّة، وتابعت هذا الإنجاز بفوزٍ آخرٍ (ضمن رابطة محترفات التنس) على المصنّفة رقم 34 عالميًا لورين ديفيس في بطولة واشنطن المفتوحة وهي أعلى لاعبة – من حيثُ التصنيف – تنجحُ سابالينكا في الإطاحةِ بها في ذلك الوقت.
وصلت سابالينكا – بعد الخسارة في تصفيات بطولة أمريكا المفتوحة – إلى أول نصف نهائي لها في بطولات رابطة محترفي التنس ويتعلق الأمر ببطولة طشقند المفتوحة حيثُ هزمت المصنفة الثالثة في البطولة والـ 53 عالميًا تاتيانا ماريا في مسارها لنصف النهائي. دخلت سابالينكا بعد بضعةِ أسابيعٍ بطولة تيانجين المفتوحة وهي في المرتبة الـ 119 في عالميًا، لكنها تمكنت من الوصول إلى نهائي البطولة وهي المرة الأولى التي تصلُ فيها اللاعبة البيلاروسية لنهائي بطولة تحتَ إشرافِ رابطة محترفات التنس. واجهت سابالينكا في المباراة النهائيّة نجمتها المفضّلة ماريا شارابوفا فخسرت بمجموعتين متقاربتين. صعدت مع هذا الأداء إلى المركز الـ 76 في تصنيفِ لاعبات التنس عالميًا داخلةً بذلك لأول مرةٍ في مشوراها قائمة الـ 100 الأفضل من حيثُ التصنيف. بعد خسارة نهائي كأس فيد لصالحِ منتخب الولايات المتحدة، أنهت سابالينكا الموسم بفوزها بأكبر لقبٍ في مسيرتها في ذلك الوقت ويتعلق الأمر ببطولة مومباي المفتوحة، وهو ما ساعدها في احتلالِ المركز الـ 73 عالميًا في نهاية العام.

### 2018: موسم الانطلاقات القويّة
استفادت سابالينكا من تصنيفها العالي للمشاركة رسميًا في جولة رابطة محترفي التنس عام 2018 وذلك رغم لعبها عددًا قليلًا نسبيًا من بطولات الرابطة في العام المنصرم. خسرت نجمة التنس البيلاروسية مباراتها الافتتاحية في بطولة أستراليا المفتوحة أمام اللاعبة الأسترالية آشلي بارتي المصنّفة في المركز الثامن عشر عالميًا، ثم فازت بأول مبارياتها في بطولة بطولة رابطة محترفات التنس الممتازة مع ظهورها في الدور الثالث في بطولة إنديان ويلز المفتوحة قبل أن تختم موسم الملاعب الصلبة في بداية العام عبر الفوزِ على سفيتلانا كوزنتسوفا المصنفة في المركز التاسع عشر عالميًا آنذاك.
بدأت سابالينكا موسم الملاعب الترابية من خلالِ بلوغها النهائي الثاني لها في بطولة السيدات المفتوحة لوغانو حيث احتلت المركز الثاني خلفَ إليز ميرتنز المصنفة رقم 20 عالميًا حينها. مكّنها هذا النجاح من اقتحامِ قائمة أفضل 50 لاعبة تنس من حيثُ التصنيف لأول مرةٍ في مسيرتها. لم تفز رغم أدائها الجيّد في أيّ مباراة أخرى لبقية موسم الملاعب الترابية حيث خسرت أمامَ كيكي بيرتينس (المصنفة رقم 22 عالميًا) في دورة فرنسا المفتوحة. حقَّقَت سابالينكا نتائج أقوى على الملاعب العشبيّة حيث وصلت إلى الدور ربع النهائي في بطولة روزمالين للتنس كما بلغت المباراة النهائيّة في دورة إيست بورن الدوليّة وهي الدورة التي فازت خلالها بخمسِ مبارياتٍ متتاليةٍ بثلاث مجموعات بما في ذلك ثلاث مباريات على أفضل 20 منافسًا، كما شهدت هذه الدورة أول فوزٍ لها على لاعبة ضمن قائمة العشر الأوائل في التصنيف ويتعلق الأمر هنا بحاملة لقب النسخة الماضيّة كارولينا بليسكوفا. وصلت سابالينكا المباراة النهائية لكنها خسرتها أمامَ المصنفة الثانيّة في البطولة كارولين وزنياكي. رغم كل هذه النجاحات فقد خرجت سابالينكا من الجولة الأولى من جديدٍ في بطولة ويمبلدون.
واصلت سابالينكا خلال فصلِ الصيف في الملاعب الصلبة في أمريكا الشمالية صعودها في التصنيف العالمي، حيثُ وصلت إلى الدور الثالث في بطولة كندا المفتوحة والدور قبل النهائي في بطولة سينسيناتي المفتوحة كما انتقمت من خسارتها السابقة أمام وزنياكي المصنفة الثانيّة على مستوى العالم لتُحقّق بذلك أكبر فوزٍ لها في مسيرتها حينها. سجّلت خلال البطولة الأخيرة فوزين على لاعبات ضمن العشرة الأوائل في التصنيف والحديثُ هنا عن المصنفة الثامنة عالميًا بليسكوفا والخامسة عالميًا كارولين جارسيا قبل أن تخسر أمام سيمونا هاليب المصنفة الأولى على مستوى العالم. فازت سابالينكا بعد أسبوعٍ واحدٍ فقط بأول لقبٍ لها في بطولة كونيكتيكت المفتوحة حينما أطاحت بالمصنفة التاسعة عالميًا جوليا جورجيس في نصف النهائي وكارلا سواريز نافارو في المباراة النهائيّة. اختتمت هذا الجزء من الموسم بأفضل نتيجةٍ لها في إحدى بطولات الجراند سلام حيثُ وصلت إلى الدور الرابع في بطولة الولايات المتحدة المفتوحة بعدما أطاحت في الدور الثالث بالمصنفة الخامسة عالميا بيترا كفيتوفا لكنها خسرت أمام نعومي أوساكا التي ستُتوج في وقتٍ لاحقٍ باللقب، وكانت سابالينكا اللاعبة الوحيدة التي فازت بمجموعة أمام أوساكا طوال البطولة.
بعد بطولة الولايات المتحدة المفتوحة، شاركت سابالينكا في دورة كيبيك بصفتها المصنفة الأولى في البطولة لكنها خسرت وعلى غيرِ المتوقع مباراتها الافتتاحيّة. عوضت هذا الإخفاق الذي اعتُبر كبيرًا من قِبل المتابعين من خلال فوزها ببطولة ووهان المفتوحة الذي كان أكبر لقبٍ لها في حياتها المهنية حينها. أطاحت النجمة البيلاروسيّة خلال البطولة بالمصنفة السادسة عالميًا إيلينا سفيتولينا في الدور الثاني ولم تخسر ولا مجموعة في أيٍّ من مبارياتها الأربع الأخيرة. وصلت سابالينكا في الأسبوع التالي إلى ربع نهائي بطولة الصين المفتوحة حيث أطاحت في طريقها بحاملة لقب النسخة الماضيّة والمصنفة الرابعة عالميًا كارولين جارسيا لتُحقّق بذلك فوزها الثامن على لاعباتٍ في المراكز العشرة الأولى في هذا الموسم. ساعدها هذا النجاح في الصين على الصعود إلى المرتبة الحادية عشر على مستوى العالم، كما تأهلت في نهاية الموسم لكأس رابطة محترفات التنس حيث وُضعت في مجموعة واحدة رفقة عارسيا وبارتي. هزمت البيلاروسيّة منافستها بارتي في المباراة الأولى لكنها خسرت أمام غارسيا في المباراة النهائيّة للمجموعة. أُقصيت أرينا سابالينكا بعد أن هزمت بارتي منافستها غارسيا لينتهي بذلك موسم االاعبة البيلاروسيّة، حيثُ حصلت على لقب الوافد الجديد للعام في رابطة محترفي التنس (بالإنجليزية: WTA Newcomer of the Year) لأدائها الممتاز في أول عامٍ كاملٍ لها ضمن الرابطة.

### أفضل 10
على الرغم من أنَّ سابالينكا كافحت مرة أخرى في بطولات الجراند سلام إلا أنها أنهت العام في نهاية المطاف بنفس تصنيف نهاية العام السابق كما حازت على ثلاثة ألقاب كلها في الصين. بدأت النجمة البيلاروسيّة موسمها الجديد بفوزها بلقب رابطة محترفات التنس في بطولة شينزين حيثُ هزمت أليسون ريسك في النهائي في مباراةٍ حُسمت بعد ثلاث مجموعات. جديرٌ بالذكرِ هنا أنَّ سابالينكا وسبب سوء الجوّ فقد اضطرت للعبِ نصف النهائي والنهائي في اليوم الأخير من البطولة. فشلت أرينا سابالينكا في البناء على هذا النجاح في بقيّة النصف الأول من العام، حيثُ خسرت أمام أماندا أنيسيموفا البالغة من العمر 17 عامًا فقط في كلٍ من بطولة أستراليا المفتوحة ودورة فرنسا المفتوحة في الجولتين الثالثة والثانية على التوالي. كانت تُعتبر سابالينكا المرشّحة الثالثة بين باقي اللاعبات للفوزِ والظفرِ باللقب في بطولة أستراليا المفتوحة لكنّ ذلك لم يحصل في النهاية. كان أداء سابالينكا أسوأ في بطولة ويمبلدون حيث خسرت مباراتها الافتتاحية أمام ماجدالينا ريباريكوفا المصنفة رقم 137 على مستوى العالَم. كانت أفضل نتيجةٍ لسابالينكا في الفترة ما بين بطولات الجراند سلام هي الوصول للدور ما قبل النهائي أمام كيكي بيرتنز المصنفة في المركز الثامن عالميًا في كأس سانت بطرسبرغ للسيّدات، كما وصلت إلى الدور الرابع في بطولة إنديان ويلز المفتوحة. كانت أفضل نتيجة لها على الملاعب الترابية هي بلوغُ نصف النهائي في بطولة ستراسبورغ الدوليّة في أيّار/مايو.
كانت سابالينكا أفضل في النصف الثاني من الموسم، حيثُ حلَّت وصيفةً في أول بطولة لها بعد ويمبلدون وذلك بعدما خسرت النهائي أمامَ تشينغ سيساي في سيليكون فالي كلاسيك. لم تقدم أداءً جيدًا في بطولة أمريكا المفتوحة حيثُ خسرت في الجولة الثانية في آخر بطولة جراند سلام لهذا العام. عادت سابالينكا إلى الصين بعد بطولة أمريكا المفتوحة فحقَّقت ثلاث نتائج قويةٍ في أربعة بطولات. دافعت اللاعبة البيلاروسيّة عن لقبها في بطولة ووهان المفتوحة حيث هزمت كيكي بيرتنز المصنفة رقم ثمانية على مستوى العالَم في الدور الثالث ثم أطاحت بأشلي بارتي المصنفة رقم واحد عالميًا في الدور قبل النهائي وهو أول فوزٍ لها على المصنفة رقم واحد في العالم، قبل أن تفوز في المباراة النهائية على أليسون ريسك. تأهَّلت سابالينكا مع نهايةِ الموسم لكأس رابطة محترفات التنس للعام الثاني على التوالي حيثُ اكتسحت في مجموعتها ماريا سكاري كما تغلَّبت على شريكتها في فئة الزوجي إليز ميرتنز التي تأهلت معها، ثم هزمت في الأدوار الإقصائية كارولينا موشوفا وبيرتنز متوّجةً بذلك بلقبها الخامس في مسيرتها في عالم التنس والثالث هذا العام في الصين.

#### فئة الزوجي

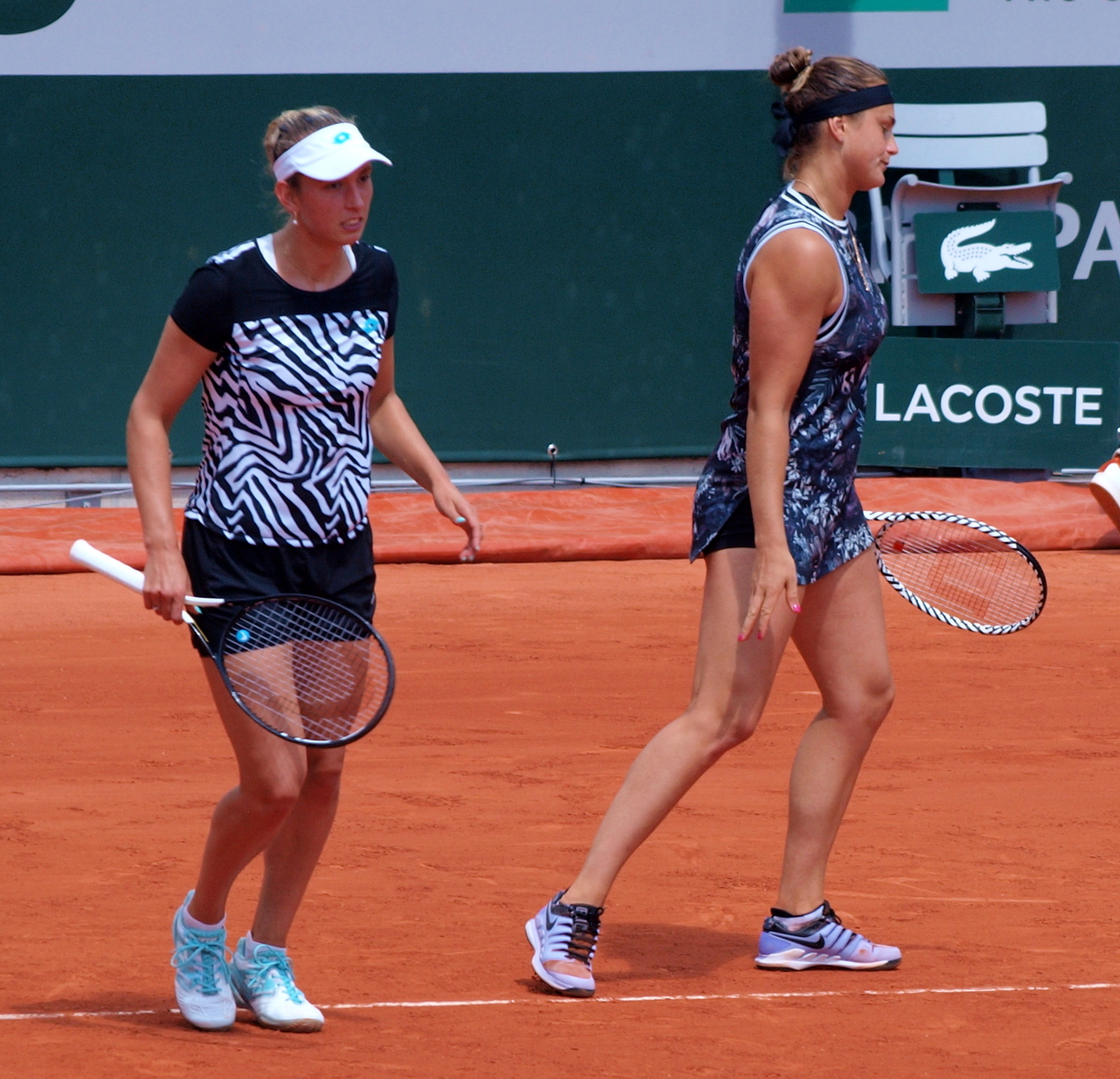
ميرتنز وسابالينكا في بطولة فرنسا المفتوحة عام 2019

بدأت سابالينكا العام في المرتبة رقم 73 في تصنيفِ الزوجي، حيث دخلت في شراكةٍ معَ لاعبة التنس البلجيكيّة إليز ميرتنز مع بداية العام فخسرَ الثنائي أمامَ باربورا كريجيكوفا وكاتشينا سينياكوفا في الجولة الثالثة من بطولة أستراليا المفتوحة. حقَّقت سابالينكا وميرتنز تقدمًا كبيرًا في شهرِ آذار/مارس حيث تُوّجتا ببطولة إنديان ويلز المفتوحة حينما هزمتا ثلاثة من أفضل خمسة مصنفين في هذه البطولة بما في ذلك الفريق المصنف الثاني عالميًا (فئة الزوجي) تيمي بابوس وكريستينا ملادينوفيتش في الجولة الأولى والفريق المصنف الأول عالميًا كريجيكوفا وسينياكوفا في النهائي. فازَ الثنائي أيضًا ببطولة ميامي المفتوحة مواصلتانِ بذلك انطلاقتهما القويّة حيث هزمتا هذه المرة ثلاثة فرق من بينِ الأفضل في التصنيف العالمي لللاعبات التنس ويتعلَّقُ الأمر بالفريق المصنف الثالث عالميًا هسيه سو وي وباربورا ستريكوفا في الجولة الثانية والفريق المصنف السادس عالميًا سامانثا ستوسور وتشانغ شواي الذين خسر النهائي لصالحِ الفريق المكوّن من سابالينكا وميرتنز. صعدت سابالينكا مع هذينِ اللقبين إلى المركز الـ 21 عالميًا، بل أصبحت شراكتها مع ميرتنز هي خامس شراكة مزدوجة في التاريخ والأولى منذ الشراكة بين مارتينا هينجيز وسانيا ميرزا في عام 2015 التي تنتهي بتتويجِ الفريقِ ببطولتين أو أكثر في نفسِ العام.
واصلت سابالينكا وميرتنز الشراكة معًا على مدار العام، ومع أنَّ سابالينكا لم تُحقّق نجاحًا كبيرًا في أحداث الفردي في بطولات الجراند سلام إلا أنها عوضت ذلك عبر نتائج أفضل بكثيرٍ في فئة الزوجي. وصلَ الثنائي إلى نصف نهائي دورة فرنسا المفتوحة لكنهما خسرتا أمام بابوس وملادينوفيتش وهو الفريق المصنّف الثاني عالميًا آنذاك، كما وصلتا إلى الدور ربع النهائي في بطولة ويمبلدون وخسرتا هذه المرة أمام هسيه وستريكوفا من الفريق المصنّف الثالث على مستوى العالَم. كان الوصولُ في هذين البطولتينِ إلى ربع النهائي على الأقل هو الأول للاعبتينِ في الجراند سلام، وحقَّق الثنائي أفضل نتيجةٍ لهما هذا العام في بطولة أمريكا المفتوحة فبباعتبارِ الفريق الذي يُمثّلنه هو المصنف الرابع في البطولة فقد وصلتا إلى النهائي دون الحاجة إلى اللعب مع فريق آخر من العشرة الأوائل. واجه الفريقُ في المباراة النهائيّة فريق فيكتوريا أزارينكا وآشلي بارتي (المصنف الثامن عالميًا)، فنجح الأول في التتويجِ باللقب في نهايةِ المطاف وبذلك حصلت سابالينكا وميرتنز على لقبهما الأول في الجراند سلام.
وصلت سابالينكا وميرتنز إلى المباراة النهائية في بطولة ووهان المفتوحة لكنهما اكتفيتا بمركز الوصافة في الوقتِ الذي فازت فيهِ نجمة التنس البيلاروسيّة بلقب الفردي في نفس الدورة. ساعدتهنّ ألقابهنّ الثلاثة الكبيرة على التأهل مباشرة لنهائيات رابطة محترفات التنس على اعتبارِ أنَّ الاثنتين هما أفضلُ المصنفتينِ في فئة الزوجي. صعدت سابالينكا للمركز الثاني في التصنيفِ العالمي فيما حلَّت ميرتنز ثالثةً وذلك قُبيل بداية البطولة. جاء الثنائي في نهائيات رابطة محترفات التنس في مجموعةٍ ضمَّت ثلاث فرقٍ أخرى هي بابوس وملادينوفيتش (الفريق مصنّفٌ ثالثًا على مستوى العالم) وتشان ينغ جان وولاتيشا تشان (الفريق مصنف خامسًا على مستوى العالم) وآنا لينا غرونيفيلد وديمي شورز (الفريق مصنف ثامنًا على مستوى العالم). خسرت سابالينكا وميرتنز في المباراة الافتتاحية أمامَ جرونيفيلد وشورز في الشوطِ الفاصل، ثمّ تغلَّبتا على الأختين تشان لكنهما خسرتا في المباراة الثالثة أمام بابوس وملادينوفيتش في شوطٍ فاصلٍ آخر وهو ما تسبَّبَ في خروجهم المبكّر من النهائيات.

### 2020: مواصلة التألق
واصلت سابالينكا أدائها الجيّد في أواخر الموسم حينما وصلت إلى الدور قبل النهائي في أديلايد، حيث أطاحت بهسيه سو وي قبل أن تتخطى برناردا بيرا وتُحقّق مفاجئة من العيار الثقيل عقب التغلب على سيمونا هاليب المصنفة الثانيّة عالميًا، قبل أن تخسر أمام دايانا ياستريمسكا. على الرغم من بدايتها الجيدة للموسم، فقد خسرت نجمة التنس البيلاروسيّة من كارلا سواريز نافارو في شوطي التعادل في الجولة الأولى من بطولة أستراليا المفتوحة. عوّضت هذا الإخفاق النسبي في فئة الزوجي رفقة ميرتنز حينما وصلَ الثنائي إلى ربع النهائي قبل أن يخسرا أمام الأخوات تشان. كانت بطولتها التاليّة في دبي حيث وصلت إلى ربع النهائي بفوزها على ماريا سكاري وشريكها في فئة الزوجي ميرتنز، ثمّ واجهت سيمونا هاليب وعلى الرغمِ من تفوق البيلاروسيّة في المجموعة الأولى إلى أن الرومانيّة عادت من بعيد وتمكّنت من الثأر من هزيمتها في آخر مباراة مقصية بذلك سابالينكا من البطولة. سافرت بعدها إلى الدوحة للمشاركة في بطولة قطر المفتوحة ووصلت هذه المرة إلى المباراة النهائية بفوزها على أنيت كونتافيت وماريا ساكاري وتشينغ سيساي وسفيتلانا كوزنتسوفا في الأدوار ما قبل النهائيّة، ثم هزمت في النهائي بيترا كفيتوفا بمجموعتين لصفر لتُتوّج بذلك بلقبها الخامس. بعد استئنافِ مباريات التنس في آب/أغسطس عقبَ تفشي جائحة فيروس كورونا في كلّ دول العالم، كانت سابالينكا هي المصنفة الثانية في بطولة ليكسينغتون حيث أطاحت بمنافستها ماديسون برينجل بثلاث مجموعات نظيفة لكنها سقطت بشكلٍ مدوي ومفاجئ أمامَ كوكو جوف البالغة من العمر 16 عامًا فقط.
واصلت النجمة البيلاروسيّة نتائجها المخيّبة للآمال حيث خرجت المصنفة الخامسة عالميًا في الجولة الثانية في كلٍ من بطولتي سينسيناتي ونيويورك أمام جيسيكا بيجلا وفيكتوريا أزارينكا على التوالي. عوضت سابالينكا من جديدٍ إخفاقاتها الفرديّة في فئة الزوجي حينمَا وصلت إلى ربع النهائي في بطولتين. بدأت نتائجها في الفردي بالتحسُّن على الملاعب الترابيّة عندما وصلت إلى نصف النهائي في ستراسبورغ ونفس الأمر في بطولة فرنسا المفتوحة لكنها خسرت أمام إلينا سفيتولينا، وأنس جابر على التوالي. كانت تلك آخر خسارة لسابالينكا هذا الموسم، حيثُ عادت في بطولة أوسترافا من خسارة محتملة أمام سارة سوريبيس تورمو إلى انتصارٍ في نهاية المطاف ثمّ انتقمت في النهائي من خسارتها في بطولة أمريكا المفتوحة حينما أطاحت بمواطنتها أزارينكا. حصلت اللاعبة البيلاروسيّة أيضًا على لقب لينز بفوزها على شريكتها في فئةِ الزوجي إليز ميرتنز في النهائي. ضمنت كل هذه الانتصارات والبطولات لسابالينكا مركزًا ضمن المراكز العشرة الأول في تصنيفِ أفضل لاعبات التنس في نهاية عامها الأول في حياتها المهنيّة.

### 2021: سلسلة الانتصارات
انتصرت سابالينكا عام 2021 في أول تسع مبارياتٍ لها، وشاركت في أول بطولةٍ لها لهذا العام في أبو ظبي باعتبارها المصنفة الرابعة. هزمت بولونا هيركوج وكادت أن تُقصى على يدِ بولونا هيركوج لكنها نجحت في قلبِ التأخر والعودة من الخلف ثم هزمت أجيلا تومليانوفيتش وأنس جابر لتصل إلى ربع النهائي الذي تغلَّبت فيهِ إيلينا ريباكينا قبل أن تهزم ماريا ساكاري في دور النصف ثمّ فيرونيكا كودرميتوفا في النهائي. بلغت سلسلة سابالينكا من الانتصارات بعد مبارياتها في أبو ظبي إلى 15 مباراة وهو ما مكّنها من التقدمِ للمركز السابع في التصنيف الجديد.

### كأس فيد

#### الظهور المُبكّر
مثَّلت سابالينكا بيلاروسيا في كأسِ فيد للناشئين في عام 2014 حيثُ احتلَّ منتخب بلادها حينها المركز السادس في البطولة. ظهرت لأول مرةٍ في كأس فيد مع منتخب بيلاروسيا (أو منتخب روسيا البيضاء) في نيسان/أبريل 2016 حينما خسرت مباراة الزوجي ضد المنتخب الروسي، ومع ذلك فقد فاز الفريق البيلاروسي بقيادة فيكتوريا أزارينكا وألياكساندرا ساسنوفيتش في المباراة المواليّة لتتأهل بيلاروسيا للنهائيات لأول مرة في تاريخها.

#### 2017: الوصافة
وصلَ المنتخب البيلاروسي لأول مرةٍ في تاريخهِ إلى نهائيات كأس فيد رغم أنه كان «الحَلَقة الأضعف» في مجموعتهِ مقارنةً بباقي المنتخبات، ولم يكن متوقّعًا أن يصمد طويلًا لعدّة اعتبارات منها قوة باقي المنافسين الذين وصلوا لهذه المرحلة كما أثَّر غيابُ اللاعبة المخضرمة أزارينكا بسبب إجازة الأمومة عن المنتخبِ بشكلٍ كبير. أصبحَ البيلاروس – في ظلّ غيابِ أزارينكا – تحتَ قيادة سابالينكا وساسنوفيتش واللتان لم تكونا في مستوى فابرينكا من حيثُ التصنيف والخبرة وحتى الألقاب والإنجازات، ومع ذلك فقد كان عامل اللعب داخل الديار (تحديدًا في مينسك)، عاملًا مساعدًا للنجمتين.
واجه المنتخب البيلاروسي في ربع النهائي نظيرهُ الهولندي في شباط/فبراير فيما واجه في دور نصف النهائي نظيره السويسري في نيسان/أبريل. خسرت سابالينكا مبارياتها الافتتاحية أمام لاعبات ذوي تصنيفٍ أعلى مثل كيكي بيرتينس وتيميا باشينسكي، لكنَّ ساسنوفيتش تمكّنت من منح منتخب بلادها التقدم بنتيجة 2-1 في كل حالة، ثمّ حسمت سابالينكا الصدارة بفوزها على ميكايلا كرايتشيك وفيكتوريا غولوبيتش التي تحتلُّ المركز 54 في تصنيفِ لاعبات التنس. ارتقت سابالينكا وسطَ هذه البطولة في التصنيف الشهري حيثُ وصلت للمركز الـ 125 عالميًا حينما نجحت – وشريكتها – في قيادة منتخب بلادها إلى الدور نصف النهائي كما عانت أرينا سابالينكا من نقصِ الخبرة على اعتبار أنه لم يسبق لها وأن لعبت نهائيات من هذا النوع أو مباريات كبيرة بهذا الحجم لحسابِ رابطة محترفات التنس.
تمكّنت سابالينكا في اليومِ الأول من المباراة النهائية ضد المنتخب الأمريكي من التفوق على سلون ستيفنز (المصنفة الـ 13 على مستوى العالم)، جالبةً التعادل لمنتخب بلادها بعدما خسرت ساسنوفيتش أمام كوكو فانديواغ المصنفة العاشرة عالميًا. خسرت سابالينكا في اليومِ التالي أمامَ فانديواغ لكنّ زميلتها في المنتخب ساسنوفيتش عدلت الأمور هذه المرة حينما تفوّقت على ستيفنز. مرَّ المنتخبانِ بعد ذلك لمباراة زوجي حاسمة لكسرِ التعادل، فتمكّنت الأمريكيتانِ فانديواغ وشيلبي روجرز (التي عوضت سلون ستيفنز) من هزمِ سابالينكا وساسنوفيتش والتتويجِ بكأس فيد بعد مشوارٍ طويلٍ من المباريات.
على الرغم من حصولِ المنتخب البيلاروسي في البطولة على المركز الثاني (الوصافة) في كأس فيد، فقد ساهمَ هذا وبشكلٍ كبيرٍ في الترويجِ لرياضة التنس النسائيّة في البلاد، فيما قفزت سابالينكا وساسنوفيتش إلى مراكز متقدمة جدًا في تصنيف لاعبات التنس. علَّقت ساسنوفيتش عن هذا الأمر بالقول: «كان الكثير من الناس يأتون لمشاهدة مبارياتنا عندما لعبنا دور ربع النهائي ونصف النهائي في مينسك ... أريد أن يتحسَّن بلدي أكثر في كرة المضرب.»

#### 2018-19: نصف النهائي
لم تكن بيلاروسيا قادرة على تكرار نجاحها في كأس فيد في نسختي 2017 في 2018. أُقيمت مباراة ربع النهائي في مينسك ضد ألمانيا، وعلى الرغم من فوز سابالينكا بمبارياتها إلى أنَّ زميلتها في المنتخب ساسنوفيتش – مع تواصل غياب أزارينكا – خسرت ما اضطر المنتخبانِ للجوء لمباراة زوجي لكسر التعادل. اختيرت سابالينكا واختصاصية الزوجي ليدزيا ماروزافا للمباراة وتمكّنتا من حسمِ الجولة الأولى لصالحهنّ لكنّ آنا لينا غرونيفيلد وتاتيانا ماريا تمكّنتا من العودة من بعيدٍ وحسمِ المباراة لصالحهنّ مطيحين بوصيف النسخة الماضيّة.
خاض المنتخب البيلاروسي تصفيات الكأس من جديدٍ في ميسك حيثُ واجه منتخبًا عنيدًا هو المنتخب السلوفاكي الذي كان يطمحُ لأخذِ مكان البيلاروس في النهائيات في الموسم التالي. نجحت سابالينكا في مباراتها الأولى في التفوقِ على فيكتوريا كوزموفا معطية تقدمًا لمنتخب بلادها لكنّ السلوفاكيات عُدنَ من الخلف وعدلن الأمور لصالحهنّ ليلجأ المنتخبانِ لمباراة زوجي من أجل كسر التعادل. اختير في مباراة الزوجي المتخصّصتانِ لابكو وماروزافا اللتانِ نجحتا في التفوق على لاعبتي منتخب سلوفاكيا ضامنتانِ للبيلاروسي مقعدًا في المجموعات العالميّة في نسخة عام 2019.
وقَعَت بيلاروسيا (أو روسيا البيضاء) في كأس فيد 2019 أمام ألمانيا في ربع النهائي للعام الثاني على التوالي، لكنّ البيلاروس تمكّنوا هذه المرة من العبور بسهولة بعد فوزِ ساسنوفيتش في مباراتها الافتتاحيّة على حسابِ ماريا ثمّ أكّدت سابالينكا هذا التفوق حينما تغلَّبت على أندريا بيتكوفيتش ولورا سيجموند. واجهَ منتخب بيلاروسيا نظيرهُ الأسترالي في الدور قبل النهائي حيث شاركت لاعبتان فقط من كل فريقٍ: سابالينكا وأزارينكا (بيلاروسيا) مقابل أشلي بارتي وسامانثا ستوسور (أستراليا). تمكّنت في هذا الدور النجمتانِ البيلاروسيّتان من التفوق على الأستراليّة ستوسور، لكنها خسرتا أمام بارتي فاضطرَّ الفريقانِ للجوء لمباراة الزوجي لكسر التعادل كما جرت العادة. نجحت بارتي وستوسور هذه المرة في التفوقِ على سابالينكا وأزارينكا بثلاث مجموعات قاصيتانِ البيلاروسي من البطولة.

## أسلوب اللعب

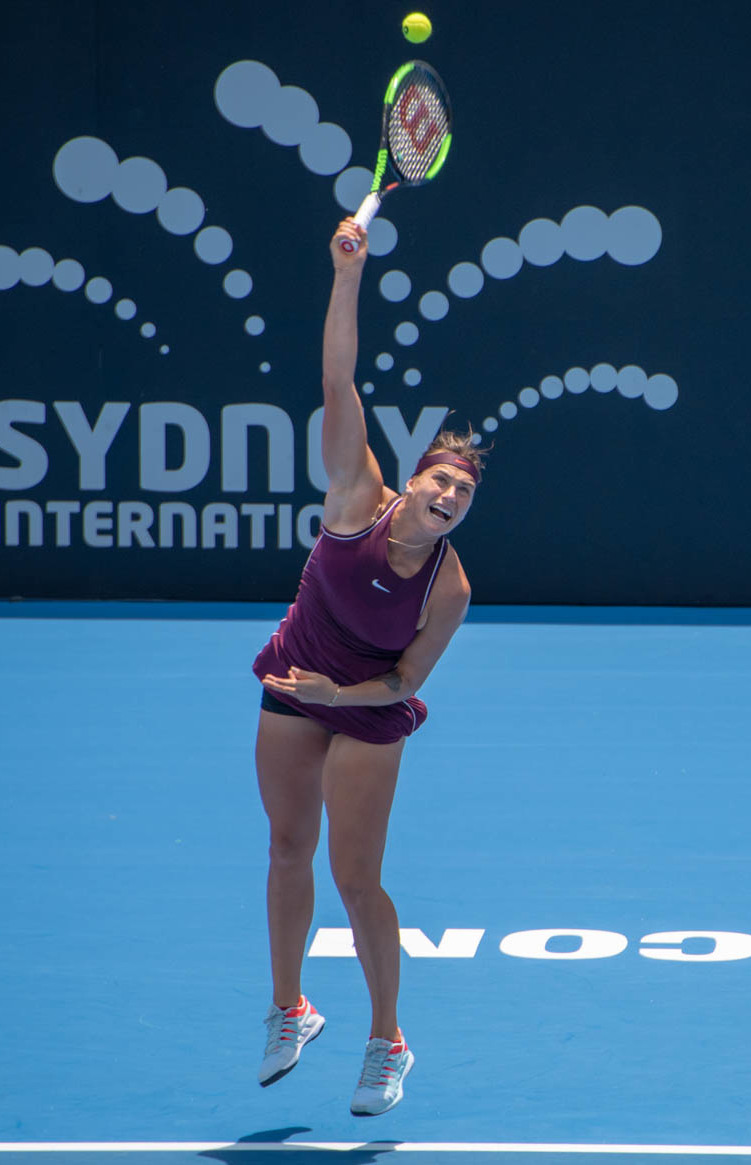
سابالينكا وهي بصددِ الإرسال

يُعتبر أسلوب لعب نجمة التنس البيلاروسيّة سابالينكا من النوع القويّ، حيث تمتازُ بإرسالٍ قويّ كما تردُّ بقوة على كرات الخصم حتى تلك الكرات في زوايا أصعب. علَّقت سابالينكا ذات يومٍ حول هذا الأمر بالقول: «أتمنى أن تكون كلُّ تسديداتي قوية، لكنَّ إرسالتي أشعر أنها الأفضل.» بسبب قوّة الإرسال فإنَّ سابالينكا تُسدّد في كثيرٍ من المرات كراتها على الشبكة كما ترتكبُ أخطاءً مزدوجةً عند الإرسال بشكل أكبر نوعًا ما مما ترتكبهُ لاعبات أخريات. احتلت المركزين السابع والحادي عشر في فئة اللاعبات الأكثر ارتكابًا للخطأ الأول في جولة رابطة محترفات التنس في نسختي 2018 و2019 على التوالي، بينما احتلت المرتبة الرابعة والثانية في عدد الأخطاء المزدوجة عند الإرسال في نفس النسختين.  أشادت لاعبة التنس السابقة ماري كاريلو بالقوة في أسلوبِ سابالينكا في اللعب إلى جانب موقفها الشرس. على الرغم من امتياز سابالينكا بالقوة الكبيرة في ضربِ الكرات والرد عليها إلا أنها دومًا ما ترتكبُ الكثير من الأخطاء السهلة، ففي أول فوزٍ لها مثلًا على لاعبة ضمنَ العشرة الأوائل في التصنيف – ويتعلق الأمر هنا باللاعبة كارولينا بليسكوفا – سجّلت النجمة البيلاروسيّة 40 كرة لكنها منحت منافستها 39 كرة بسبب ارتكابها أخطاء سهلة. جاءَ فوزها الثاني على إحدى المصنفات في المراكز العشرة الأولى في مسيرتها على كارولين فوزنياكي وفي تلك المباراة أيضًا سجّلت سابالينكا 64 كرة لكنها ارتكبت 54 خطأً. عزا مدربها ديمتري تورسونوف الفضل في تحسُّنها في صيف 2018 في تطويرها للطريقة أو الكيفيّة التي تُسدّد بها حيث قال: «الأهم أنها توقفت عن محاولة إحراز نقاطٍ على الخصم عند كل تسديدة.»
تُفضّل سابالينكا اللعب على الملاعب العشبيّة والملاعب الصلبة، وقد علقت على هذا الأمر بالقول: «لعبتُ هذا العام [تقصدُ عام 2017] لأول مرةٍ على الملاعب العشبيّة [خلال ويمبلدون]. وقد أحببتها حقًا. لقد استمتعت بلعبي على الملاعب العشبية وشعور العشب ... هذا رائعٌ فعلًا. أعتقد أن أسلوبي في اللعب مناسبٌ للملاعب العشبيّة والصلبة.» وصلت البيلاروسيّة في المقابل على الملاعب الترابيّة إلى نهائيات الفردي والزوجي في بطولة لوغانو المفتوحة للتنس عام 2018. تُصدر سابالينكا في كثيرٍ من الأحيان صوتًا قوّيًا يُصاحب إرسالاتها أو محاولاتها القويّة في رد الكرة، وقد علَّقت عن هذا الأمر أيضًا بالقول: «أنا لا أسمعُ بصراحةٍ نفسي عندما ألعب» ومع ذلك فقد أعربت عن أملها في ألا يُشكّل صوتها القويّ هذا أيَّ إزعاجٍ لخصومها. جديرٌ بالذكرِ هنا أنَّ سابالينكا تعرضت خلال بطولة أستراليا المفتوحة في مباراتها ضدَّ الأسترالية آشلي بارتي للسخريّة من قِبل الجمهور والمتابعين بسببِ عاداتها في اللعب.

## المدربين
تدربت سابالينكا على يدِ خليل إبراهيموف لمدة عامين حتى أوائل عام 2018 حينما بدأت التدرب معَ المدربَيْن السويديين ماغنوس نورمان وماغنوس تايدمان. أصبحَ ديمتري تورسونوف مدربها الأساسي خلال موسم الملاعب العشبيّة في عام 2018. تدربت سابالينكا لفترة وجيزة مع ديتر كيندلمان قبل أن تنتقل في وقتٍ ما للتدرب مع مواطنها أنطون دوبروف.

## الرعاية
ترعى شركةُ نايكي سابالينكا منذ بدايتها ويظهرُ رمز الشركة على الملابس والأحذية التي ترتديها النجمة البيلاروسيّة، كما ترعاها شركة ويلسون التي يظهرُ شعارها على المضارب التي تلعبُ بها سابا.

## الحياة الشخصية
لدى سابالينكا وشمُ نمرٍ على ذراعها اليسرى، وهو الذي أكسبها لقب «النمر» الذي تستخدمتهُ هي نفسها وباقي المعجبين للإشارة إليها. على الجانبِ الصحّي، تُعاني نجمة التنس البيلاروسيّة من الصرع. أما على المستوى التعليمي فقد درست سابالينكا في جامعة بيلاروسيا الحكوميّة في برنامجٍ متعلقٍ بالرياضة، ومعجَبةٌ في عالم التنس بالنجمة الأمريكيّة سيرينا ويليامز والنجمة الروسيّة ماريا شارابوفا.

## إحصائيات

### ملخص
مفتاح
| ف | ن | ن.ن | ر.ن | د# | د.م | ل | أ.أ | ت | غ | ب | ف | ذ | م.خ | ل.ت |

(ف) فاز بالبطولة (ن) وصل النهائي (ن.ن) نصف النهائي (ر.ن) ربع النهائي (د#) الأدوار الأربعة الأولى (د.م) دور المجموعات (ل) شارك في كأس ديفيز (أ.أ) خرج من الأدوار الاولى (ت) خسر التصفيات التأهيلية (غ) غاب عن الحدث أو البطولة (ب) حصل على ميدالية برونزية (ف) حصل على ميدالية فضية (ذ) حصل على ميدالية ذهبية (م.خ) بطولة الماسترز خُفضت إلى مرتبة أقل (ل.ت) البطولة لم تعقد في السنة المعينة.
لتجنب الارتباك وازدواجية الحساب، يتم تحديث هذه المعلومات إما في نهاية البطولة، أو عندما تكون مشاركة اللاعب في البطولة قد انتهت.

#### الفردي
| الدورة                  | 2016 | 2017 | 2018 | 2019 | 2020 | 2021 | SR              | فوز – خسارة     | نسبة الفوز (٪)  |
| ----------------------- | ---- | ---- | ---- | ---- | ---- | ---- | --------------- | --------------- | --------------- |
| بطولة أستراليا المفتوحة | A    | Q2   | 1R   | 3R   | 1R   |      | 0/3             | 2-3             | 40%             |
| بطولة فرنسا المفتوحة    | A    | Q1   | 1R   | 2R   | 3R   |      | 0/3             | 3–3             | 50%             |
| ويمبلدون                | أ    | 2R   | 1R   | 1R   | Nh   |      | 0/3             | 1-3             | 25%             |
| بطولة أمريكا المفتوحة   | Q2   | Q1   | 4R   | 2R   | 2R   |      | 0/3             | 5-3             | 63%             |
| خسارة – فوز             | 0–0  | 1–1  | 3-4  | 4-4  | 3–3  |      | 0/12            | 11-12           | 48%             |
| المجموع                 |      |      |      |      |      |      |                 |                 |                 |
| الألقاب                 | 0    | 0    | 2    | 3    | 3    | 1    | المجموع: 9      | المجموع: 9      | المجموع: 9      |
| النهائيات               | 0    | 1    | 4    | 4    | 3    | 1    | المجموع: 13     | المجموع: 13     | المجموع: 13     |
| ترتيب نهاية العام       | 159  | 78   | 11   | 11   | 10   |      | 6،560،118 دولار | 6،560،118 دولار | 6،560،118 دولار |

#### الزوجي
| الدورة                  | 2018 | 2019 | 2020 | 2021 | SR   | فوز – خسارة | نسبة الفوز (٪) |
| ----------------------- | ---- | ---- | ---- | ---- | ---- | ----------- | -------------- |
| بطولة أستراليا المفتوحة | 1R   | 3R   | QF   |      | 0/3  | 5-3         | 63%            |
| بطولة فرنسا المفتوحة    | أ    | SF   | 2R   |      | 0/2  | 5-2         | 71%            |
| ويمبلدون                | 2R   | QF   | NH   |      | 0/2  | 4-2         | 67%            |
| بطولة أمريكا المفتوحة   | 3R   | W    | QF   |      | 1/3  | 10-2        | 83%            |
| خسارة – فوز             | 3–3  | 15-3 | 6-3  |      | 1/10 | 24-9        | 73%            |

### الجراند سلام

#### الزوجي
| النتيجة | السنة | المنافسة              | نوعيّة الملعب   | الشريك      | الخصم                        | النتيجة  |
| ------- | ----- | --------------------- | -------------- | ----------- | ---------------------------- | -------- |
| فوز     | 2019  | بطولة أمريكا المفتوحة | الملاعب الصلبة | إليز ميرتنز | فيكتوريا ازارينكا أشلي بارتي | 7-5، 7-5 |

### بطولات رابطة محترفات التنس

#### الفردي
| النتيجة | السنة | المنافسة           | نوعيّة الملعب   | الخصم         | النتيجة       |
| ------- | ----- | ------------------ | -------------- | ------------- | ------------- |
| فوز     | 2018  | ووهان المفتوحة     | الملاعب الصلبة | أنيت كونتافيت | 6–3، 6–3      |
| فوز     | 2019  | ووهان المفتوحة (2) | الملاعب الصلبة | أليسون ريسك   | 6-3، 3-6، 6-1 |
| فوز     | 2020  | قطر المفتوحة       | الصعب          | بيترا كفيتوفا | 6–3، 6–3      |

#### الزوجي
| النتيجة | السنة | النافسة              | نوعيّة الملعب   | الشريك      | الخصم                               | النتيجة         |
| ------- | ----- | -------------------- | -------------- | ----------- | ----------------------------------- | --------------- |
| فوز     | 2019  | إنديان ويلز المفتوحة | الملاعب الصلبة | إليز ميرتنز | باربورا كريجيكوفا كاتشينا سينياكوفا | 6-3، 6-2        |
| فوز     | 2019  | ميامي المفتوحة       | الملاعب الصلبة | إليز ميرتنز | سامانثا ستوسور تشانغ شواي           | 7-6 (7-5) ، 6-2 |
| خسارة   | 2019  | ووهان المفتوحة       | الملاعب الصلبة | إليز ميرتنز | دوان ينجينج فيرونيكا كودرميتوفا     | 6-7 (3-7)، 2-6  |

## روابط خارجية
- أرينا سابالينكا على موقع رابطة محترفات التنس (الإنجليزية)
- أرينا سابالينكا على موقع الاتحاد الدولي لكرة المضرب (الإنجليزية)
- أرينا سابالينكا على موقع كأس بيلي جين كينغ (الإنجليزية)
- أرينا سابالينكا على موقع بطولة ويمبلدون (الإنجليزية)
- أرينا سابالينكا على موقع خلاصة التنس.كوم (الإنجليزية)
- أرينا سابالينكا على موقع إي إس بي إن.كوم (الإنجليزية)
- أرينا سابالينكا على موقع اللجنة الأولمبية الدولية (الإنجليزية)
- أرينا سابالينكا على موقع أوليمبيديا (الإنجليزية)